# 莱马尼
莱马尼（法語：Les Magny，法語發音：[le maɲi]）是法国上索恩省的一个市镇，属于吕尔区。

## 地理
莱马尼（47°31'35"N, 6°27'14"E）面积11.46 平方千米，位于法国勃艮第-弗朗什-孔泰大區上索恩省，该省份为法国东部内陆省份，北起顺时针与孚日省、贝尔福地区省、杜省、汝拉省、科多尔省和上马恩省接壤。
与莱马尼接壤的市镇（或旧市镇、城区）包括：维莱塞克塞勒、屈布里、阿布南、欧特雷勒韦、法隆、奥尼翁河桥村。
莱马尼的时区为UTC+01:00、UTC+02:00（夏令时）。

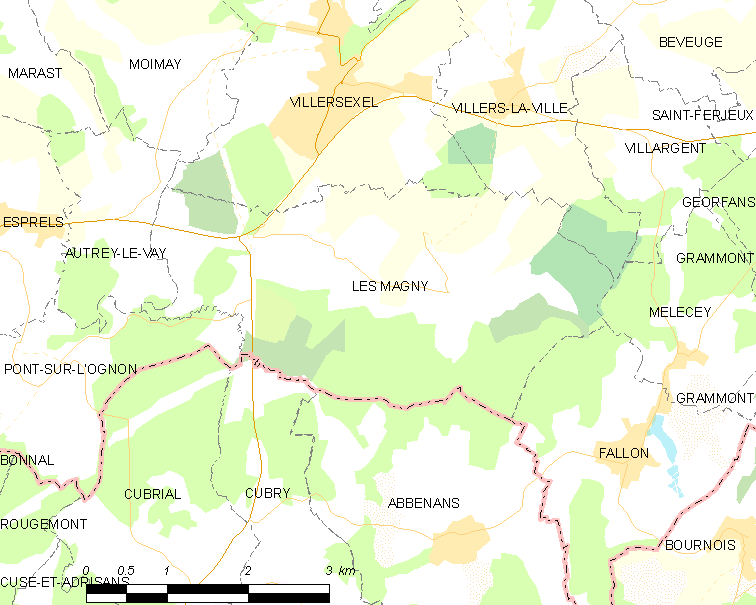
莱马尼的OSM定位图

## 行政
莱马尼的邮政编码为70110，INSEE市镇编码为70317。

## 政治
莱马尼所属的省级选区为维莱塞克塞勒县。

## 人口

1962-2008年间莱马尼人口变化图示

莱马尼于2022年1月1日时的人口数量为146人。